# Dědečkem proti své vůli
Dědečkem proti své vůli je česká filmová komedie režiséra Vladimíra Slavínského z roku 1939.

## Obsazení
| Oldřich Nový             | továrník Richard Osten                            |
| Raoul Schránil           | Jiří, Ostenův syn, později Ostrovský              |
| Ferenc Futurista         | Ferdinand, Ostenův sluha                          |
| František Paul           | opilec Kalina                                     |
| Antonie Nedošinská       | Marie, Kalinova žena                              |
| Věra Ferbasová           | Tonička, dcera Kalinových                         |
| František Krištof Veselý | obchodník Božetěch Kokoška                        |
| Běla Tringlerová         | Aťa, Kokoškova žena                               |
| Nancy Rubensová          | Emča Jánská, snoubenka Jiřího Ostena              |
| František Kreuzmann      | personální ředitel strojírny Dr. Ing. Karel Chmel |
| Karel Černý              | generální ředitel strojíren Brázda                |
| Eliška Pleyová           | Ostenova sekretářka                               |
| Jindra Hermanová         | přítelkyně Richarda Ostena                        |
| Fanča Foltová            | švadlenka                                         |
| Marie Ježková            | mistrová v módním závodě                          |
| L. Procházková           | Mařenka, panská u Ostenů                          |
| Vladimír Pospíšil-Born   | předseda správní komise                           |
| Václav Mlčkovský         | člen správní komise                               |
| Jaroslav Sadílek         | člen správní komise                               |
| Marie Geblerová          | modistka                                          |
| Miloš Šubrt              | mistr ve slévárně Václav                          |
| Ladislav Janeček         | závodní inženýr                                   |
| Antonín Zacpal           | dělník                                            |
| Stanislav Bláha          | člen ředitelské rady                              |
| Sláva Grossmann          | člen ředitelské rady                              |
| Vladimír Smíchovský      | hostinský                                         |
| Václav Menger            | host v hospodě                                    |
| Antonín Jirsa            | host v hospodě                                    |
| Rudolfína Schránilová    | slečna se psem                                    |
| Jiřina Hladíková         | host na večírku                                   |
| Josef Venclů             | hudebník                                          |
| Karel Venzara            | hudebník                                          |
| Alois Bureš              | hudebník                                          |
| Antonín Strnad           |                                                   |

## Tvůrci a štáb
| Vladimír Slavínský | režie                              |
| František Zavřel   | námět (stejnojmenná divadelní hra) |
| Vladimír Slavínský | scénář                             |
| Jan Stallich       | kamera                             |
| Roman Blahník      | hudba                              |
| Alois Mecera       | architekt                          |
| Antonín Zelenka    | střih                              |
| František Šindelář | zvuk                               |
| Jan Sinnreich      | vedoucí výroby                     |
| Antonín Kubový     | asistent režie                     |
| Karel Melíšek      | text písně                         |